# Pia Zimmermann

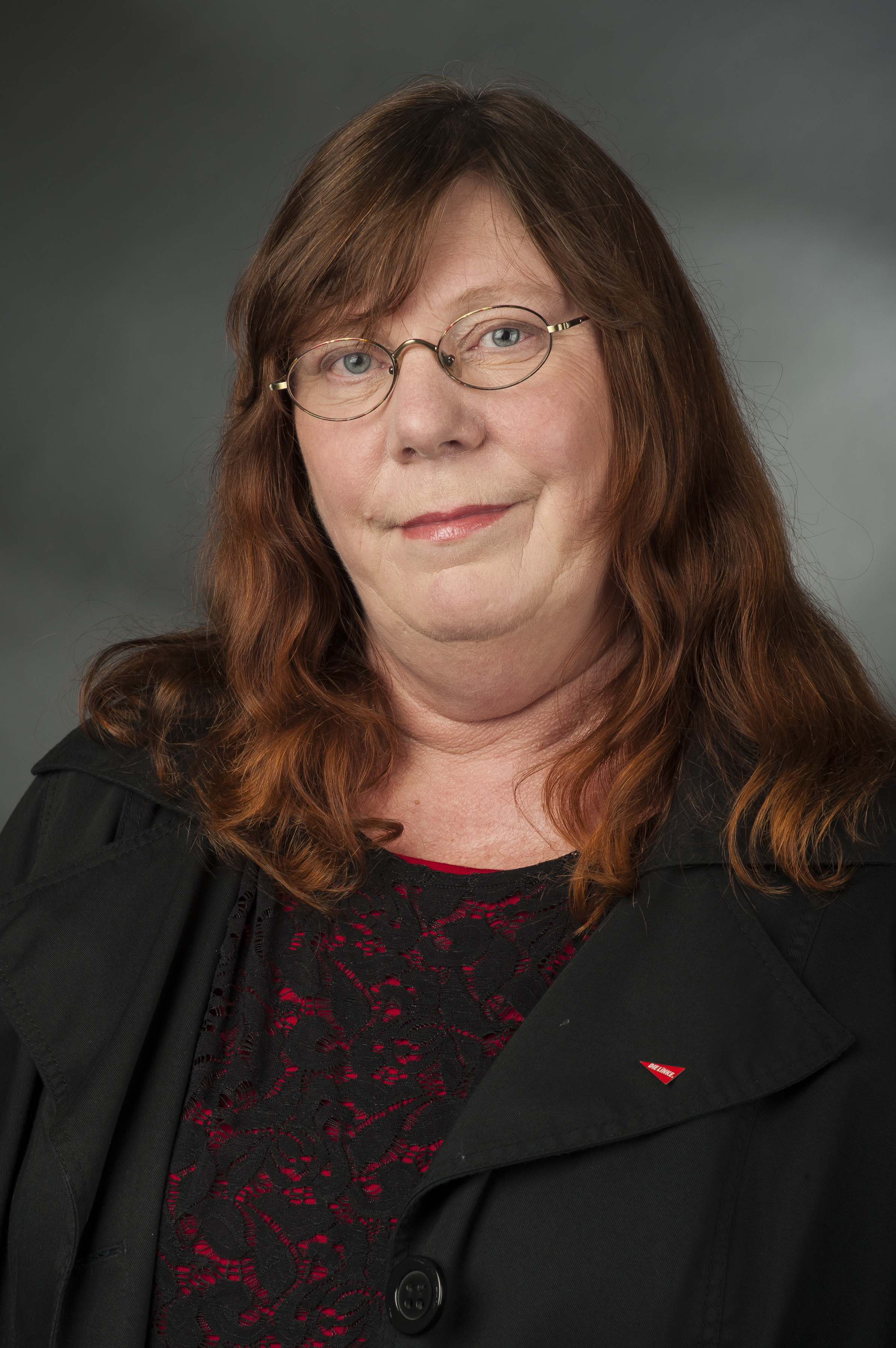
Pia Zimmermann (2014)

Pia-Beate Zimmermann (* 17. September 1956 in Braunschweig) ist eine deutsche Politikerin (Die Linke). Sie war von 2008 bis 2013 Abgeordnete des Niedersächsischen Landtags und von 2013 bis 2021 Mitglied des Deutschen Bundestags. Vom 4. März 2017 bis zum 18. Juni 2018 amtierte sie neben Anja Stoeck als Landesvorsitzende der Linke Niedersachsen.

## Leben
Zimmermann machte im Jahr 1972 den Hauptschulabschluss und danach bis 1975 eine kaufmännische Ausbildung. Sie holte auf dem zweiten Bildungsweg das Abitur nach und studierte von 1980 bis 1984 Sozialwesen. Nach dem Studium war sie bis 1999 als Mitarbeiterin in der Behindertenhilfe tätig. Danach war sie bis 2005 arbeitsuchend und machte eine Ausbildung zur Mediengestalterin. Nach dem Abschluss dieser Ausbildung war sie Mitarbeiterin im Wahlkreisbüro der Bundestagsabgeordneten Dorothée Menzner (Die Linke). Sie ist Mitglied der Gewerkschaft ver.di.
Pia Zimmermann hat drei Kinder. Ihre Tochter Anne Zimmermann ist Schatzmeisterin des niedersächsischen Landesverbandes der Linkspartei.

## Politik
Politisch groß geworden ist sie bei der Sozialistischen Jugend Deutschlands – Die Falken. Inhaltliche Schwerpunkte ihrer Arbeit bei den „Falken“ waren Frieden und Abrüstung, Bildungspolitik, Mädchen- und Frauenpolitik sowie innerverbandliche Bildungsmaßnahmen. Gemeinsam mit anderen war sie einige Jahre für die inhaltliche und organisatorische Leitung von Jugendzeltlagern verantwortlich. Sechs Jahre war sie stellvertretende Vorsitzende für den Bezirk Braunschweig. Von 1972 bis 1996 war sie Mitglied der SPD. 2000 ist sie in die PDS eingetreten und hat den Kreisverband Wolfsburg mit gegründet. Von 2006 bis 2012 war Zimmermann Mitglied im Rat der Stadt Wolfsburg.
Bei der Landtagswahl in Niedersachsen 2013 konnte die Linke die Fünf-Prozent-Hürde nicht überwinden und Zimmermann schied aus dem Landtag aus. Am 20. April 2013 nominierte die Landesvertreterversammlung von Die Linke Niedersachsen sie für Platz 3 der Landesliste zur Bundestagswahl 2013, über die ihr der Einzug in den Bundestag gelang. Im Jahr 2017 wurde Zimmermann für Platz 1 der niedersächsischen Landesliste zur Bundestagswahl nominiert und schaffte erneut den Einzug in den Deutschen Bundestag.
Anfang März 2017 wurde sie auf dem Landesparteitag in Osnabrück mit 69,43 % der Delegiertenstimmen zur Vorsitzenden des Landesverbandes Die Linke Niedersachsen gewählt; sie war zum zweiten Mal Mitglied des Landesvorstandes. Zudem war sie ordentliches Mitglied im Ausschuss für Gesundheit und stellvertretendes Mitglied im Ausschuss für  Verkehr und digitale Infrastruktur. Im Landesvorstand bildete sie gemeinsam mit Anja Stoeck, die im Februar 2015 in das Amt gewählt und auf diesem Parteitag bestätigt wurde, die erste weibliche Doppelspitze des Landesverbandes. Am 18. Juni 2018 legte sie jedoch ihr Parteiamt nieder, weil sie nicht in der Lage sei, der „großen Verantwortung sowie meinem eigenen Anspruch an politische Zusammenarbeit, die wirklich dem Landesverband unserer Partei dient, gerecht zu werden“. Lars Leopold aus Eime (Kreis Hildesheim) wurde als Nachfolger gewählt.
Bei der Bundestagswahl 2021 erhielt sie kein Abgeordnetenmandat.
Im Januar 2024 gründete Zimmermanns politische Weggefährtin Wagenknecht nach ihrem Austritt aus der Linken zusammen mit einigen anderen die Partei Bündnis Sahra Wagenknecht – Vernunft und Gerechtigkeit. Im Vorfeld hatte Wagenknecht erklärt, die Partei dürfe nicht „von Spinnern“ gekapert werden und dass „gerade junge Parteien [...] leider oft auch Glücksritter, Narzissten oder Extremisten an[ziehen].“ Als Mitgründer der Partei waren daher nur 43 ausgesuchte Personen von ihr zugelassen worden. Zimmermann, die nicht dazu gehörte, zeigte sich empört und schrieb zusammen mit dem früheren Linke-Abgeordneten Diether Dehm und im Namen von 27 Genossen an Wagenknecht, ob in der neuen Partei „Querfront, Kontaktschuld und Verschwörungstheorie“ ein Ausgrenzungsgrund seien.